# Baden-Württemberg (Schiff)
Die Baden-Württemberg ist eine Fregatte der Deutschen Marine und Typschiff der Baden-Württemberg-Klasse, auch F125-Klasse genannt. Das nach dem Bundesland Baden-Württemberg benannte Kriegsschiff ist die erste Einheit dieses Namens in der deutschen Marine, wobei es schon Schiffe mit dem Namen von Teilgebieten des heutigen Bundeslandes gab (siehe Baden und Württemberg).

## Geschichte

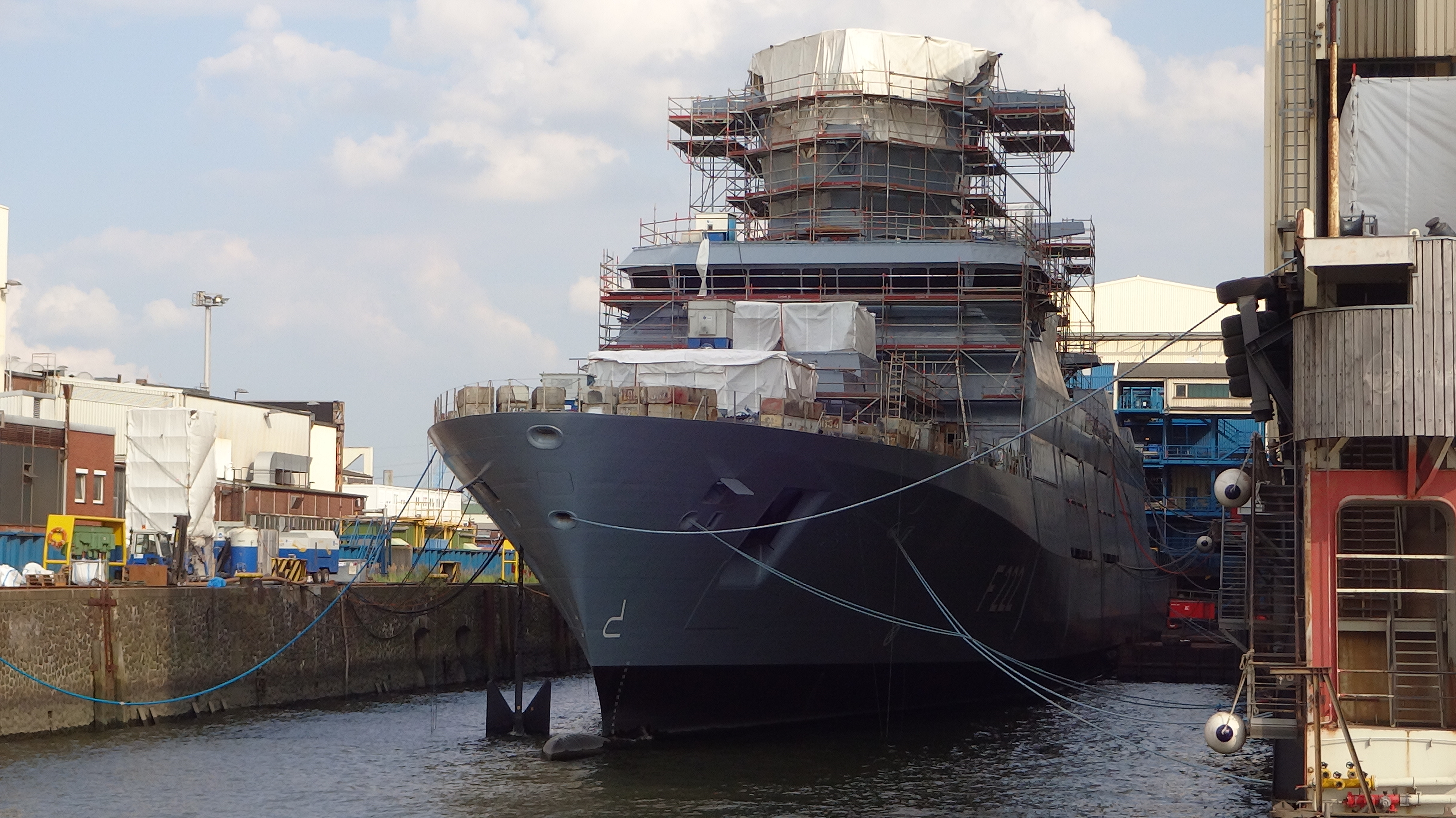
Fregatte Baden-Württemberg in der Werft Blohm + Voss in Hamburg (2014)

Die Baden-Württemberg wurde am 2. November 2011 in Zusammenarbeit zwischen der Bremer Lürssen-Werft und der ThyssenKrupp Marine Systems in der Hamburger Werft Blohm + Voss auf Kiel gelegt. Die feierliche Taufe erfolgte in Anwesenheit des baden-württembergischen Ministerpräsidenten Winfried Kretschmann durch seine Gattin, Gerlinde Kretschmann, am 12. Dezember 2013.
Der Stapellauf wurde am 31. März 2014 unter Verzicht auf jegliche Feierlichkeiten durchgeführt, da es während der Bautätigkeit zu einigen Verzögerungen kam, welche den Zeitplan um ein Jahr nach hinten verschob.
Anfang Oktober 2014 wurde die erste Besatzung für eine Fregatte der Klasse F125 in Wilhelmshaven aufgestellt. Deren Kommandant, Fregattenkapitän Markus Venker, wird als militärischer Schiffsführer die Erprobung und Einführung der Baden-Württemberg begleiten. Am 1. April 2015 wurde Fregattenkapitän Björn Baggesen das Kommando über die Crew BRAVO übertragen. Am 7. April 2016 kam die Fregatte das erste Mal im Rahmen einer Werfterprobungsfahrt in Fahrt. Am 18. Juli 2016 wurde der sogenannte „Kleine Flaggenwechsel“ durchgeführt. Dabei übergab der zivile Werftkapitän die Verantwortung an den militärischen Schiffsführer. Am selben Tag lief die Baden-Württemberg das erste Mal in ihren Heimathafen Wilhelmshaven ein.
Die Indienststellung und Übergabe an das 4. Fregattengeschwader war für 2017 geplant; im Dezember 2017 wurde jedoch bekannt, dass das Schiff zur Mängelbeseitigung mit einer längeren Werftliegezeit ab 19. Januar 2018 an den Hersteller zurückgegeben wird.
Am 30. April 2019 wurde das Schiff an die Marine übergeben. Die Indienststellung folgte am 17. Juni 2019 in Wilhelmshaven.
Von Februar 2020 bis April 2020 führte die Fregatte die Warmwassererprobung ihrer technischen Systeme unter extremen Klimabedingungen und in realistischen Gefechtslagen in Seegebieten vor der brasilianischen Küste durch. Diese hat bestätigt, dass die Systeme der Baden-Württemberg auch unter Extrembedingungen belastbar sind. Dabei sind die Fregatten der Klasse 125 grundsätzlich für Außenlufttemperaturen zwischen minus 15 bis plus 45 Grad Celsius ausgelegt und für Wassertemperaturen von knapp unter Null bis über 30 Grad. Das Pendant zur Warmwassererprobung ist die Kaltwassererprobung, die die Fregatte zuvor absolviert hatte.
Die Fregatte F222 steht im Mittelpunkt der Serie Besatzung Bravo, die 2020 von der Bundeswehr unter anderem auf den sozialen Netzwerken veröffentlicht wurde.
Am 20. Oktober 2023 lief die Baden-Württemberg zur UN-Beobachtermission UNIFIL in das Seegebiet vor dem Libanon aus.
Zwischen Mai und Oktober 2024 war das Schiff im Indopazifik im Einsatz. Im September 2024 durchquerte die Fregatte zusammen mit dem Versorgungsschiff Frankfurt am Main die als internationales Gewässer geltende Straße von Taiwan. Die Regierung der VR China kritisierte dies. Auf der Rückfahrt zur UNIFIL-Mission im Mittelmeer wurde entschieden, wegen der Bedrohung durch Drohnen und Raketen der Huthi-Rebellen die Fahrt durch das Rote Meer zu meiden und stattdessen den großen Umweg um das Kap der guten Hoffnung zu nehmen. Diese Entscheidung wird unter anderem auf unzureichende Flugabwehrfähigkeiten der Baden-Württemberg zurückgeführt.
Im April 2025 kehrte die Fregatte nach knapp eineinhalb Jahren im Einsatz, in dieser Zeit umfuhr das Schiff auch die Erde, wieder nach Wilhelmshaven zurück. Insgesamt legte die Baden-Württemberg während des mehr als 17 Monate, beziehungsweise 540 Tage, dauernden Einsatzes 82.131 Seemeilen (152.106 Kilometer) zurück.